# Elezioni parlamentari nelle Isole Åland del 2019
Le elezioni parlamentari nelle Isole Åland del 2019 si sono tenute il 20 ottobre per eleggere i 30 parlamentari che compongono il Lagting.
I risultati hanno segnato la vittoria di Centro delle Åland, che ha guadagnato 9 seggi con 3 966 voti, ovvero il 27,9%, mentre i Liberali hanno guadagnato 6 seggi, uno in meno rispetto al 2015; i Moderati sono riusciti ad ottenere 4 seggi, uno in meno rispetto al 2015 mentre la Coalizione dei Non Allineati ha guadagnato 4 seggi, uno in più rispetto alle elezioni precedenti. I Socialdemocratici hanno ottenuto 3 seggi, due in meno rispetto al 2015, mentre Iniziativa Sostenibile è riuscita ad entrare in parlamento con 2 seggi, mentre nel 2015 ne aveva avuti zero. Futuro di Åland si è attestato a un seggio, uno in meno rispetto alle elezioni precedenti mentre Democrazia Alandese ha avuto un seggio, come nel 2015.
Alla fine queste elezioni hanno formato una maggioranza composta da Centro delle Åland, dai Moderati, dalla Coalizione dei Non Allineati e da Iniziativa Sostenibile, il cui totale di seggi è 19 su 30, mentre sono passati all'opposizione i Liberali, i Socialdemocratici, Futuro di Åland e Democrazia Alandese, che in totale fanno 11 seggi su 30.

## Risultati
| Liste                         | Voti   | %     | Seggi |
| ----------------------------- | ------ | ----- | ----- |
| Centro delle Åland            | 3 966  | 27,82 | 9     |
| Liberali delle Åland          | 2 788  | 19,55 | 6     |
| Moderati delle Åland          | 1 962  | 13,76 | 4     |
| Coalizione dei Non Allineati  | 1 935  | 13,57 | 4     |
| Socialdemocratici delle Åland | 1 312  | 9,20  | 3     |
| Iniziativa Sostenibile        | 1 187  | 8,33  | 2     |
| Futuro di Åland               | 666    | 4,67  | 1     |
| Democrazia Alandese           | 418    | 2,93  | 1     |
| Totale                        | 14 258 | 100   | 30    |

| Riepilogo dei seggi (+/- elezioni 2015) | Riepilogo dei seggi (+/- elezioni 2015) | Riepilogo dei seggi (+/- elezioni 2015) | Riepilogo dei seggi (+/- elezioni 2015) | Riepilogo dei seggi (+/- elezioni 2015) | Riepilogo dei seggi (+/- elezioni 2015) | Riepilogo dei seggi (+/- elezioni 2015) |
| --------------------------------------- | --------------------------------------- | --------------------------------------- | --------------------------------------- | --------------------------------------- | --------------------------------------- | --------------------------------------- |
|                                         |                                         |                                         |                                         |                                         |                                         |                                         |
| Socialdemokrater                        | 3                                       | ▼ 2                                     |                                         | Centern                                 | 9                                       | ▲ 2                                     |
| Hi                                      | 2                                       | ▲ 2                                     |                                         | Liberalerna                             | 6                                       | ▼ 1                                     |
| MS                                      | 4                                       | ▼ 1                                     |                                         | ObS                                     | 4                                       | ▲ 1                                     |
| ÅF                                      | 1                                       | ▼ 1                                     |                                         | ÅD                                      | 1                                       | ━                                       |